# 사카이촌 (도야마현)
사카이촌(境村)은 도야마현 시모니카와군에 있던 촌이다.

## 인구 및 가구
- 1893년 기준 - 가구수 228, 인구 1,137(남 574, 여 563)
- 1945년 기준 - 가구수 284, 인구 1,525(남650, 여875)

## 역사
- 1889년 4월 1일 - 정촌제 시행에 의해 시모니카와군 사카이촌이 성립하였다.
- 1954년 8월 1일 - 고카쇼촌, 미야자키촌, 오에노쇼촌, 야마자키촌, 난보촌과 합병해 아사히정이 성립하였다.

## 참고문헌
- 『市町村名変遷辞典』東京堂出版、1990年。